# 吉林九台農村商業銀行東北虎籃球倶楽部
吉林九台農村商業銀行東北虎籃球倶楽部（中国語：吉林九台农村商业银行东北虎篮球俱乐部、英：Jilin Jiutai Rural Commercial Bank Northeast Tigers Basketball Club）は、中華人民共和国・吉林省長春を本拠地とするプロバスケットボールチームである。中国プロバスケットボールリーグ所属。ホームアリーナは長春市体育館。日本語で「吉林ノースイーストタイガース」とも記される。

## 歴史
1956年設立前身の吉林男籃隊が前身。1984年に全国大会優勝。
1998年より中国プロバスケットボールリーグに参加。吉林東北虎籃球倶楽部（吉林东北虎篮球俱乐部）と改称。
2004-05、2005-06シーズンの2シーズン連続でプレーオフに進出するが、いずれも準々決勝で広東サザンタイガースに敗退。
2006-07、2007-08、2008-09の3シーズン連続でプレーオフに進めなかった。
現在は吉林九台農村商業銀行（吉林九台农村商业银行）が協賛しており、吉林九台農村商業銀行東北虎籃球倶楽部（吉林九台农村商业银行东北虎篮球俱乐部）と呼称している。

## 主な歴代所属選手
- ババカ・カマラ
- 薛玉洋
- カール・ランドリー